# Policía del Pensamiento
La Policía del Pensamiento (nombre original en inglés: Thought Police; en neolengua: Thinkpol) se refiere a una organización policial ficticia presente en la novela 1984, de George Orwell. Se considera que podría estar inspirada en el NKVD de la Unión Soviética de Iósif Stalin, la Gestapo, la policía secreta de la Alemania nazi de Adolf Hitler, y las experiencias personales de Orwell durante la guerra civil española.

La organización orwelliana se caracteriza por arrestar a los "ciudadanos" que "piensan" en cosas que van en detrimento de las consignas del Partido. El crimen de pensamiento ("crimental" o "pensacrimen") es lógicamente el más grave de todos los crímenes sancionados por el Partido. La Policía del Pensamiento utiliza unas máquinas llamadas telepantallas similares a televisores provistos de un micrófono integrado, los cuales permiten a los agentes de la Policía del Pensamiento escuchar y grabar las conversaciones realizadas entre las personas que se encuentran a cierta proximidad de la telepantalla. 
El Partido obliga a los ciudadanos (principalmente a aquellos que tenían una vida sexual activa constante o a aquellos que ocupaban cargos dentro del Partido, siendo mayor el control cuanto más se ascendía en el escalafón) a poseer telepantallas en sus casas y oficinas, al punto de eliminar todo rastro de privacidad en la vida del individuo. Aparte de las telepantallas, ejercían el control mediante el uso masivo de micrófonos en las calles e, incluso, en el campo. El castigo por "pensar mal" es ser secuestrado y torturado para hacer confesar los crímenes de pensamiento y, en última instancia, si el sujeto se resistía, ser llevado a la Habitación 101, donde se le quebrantaba definitivamente.
Los proles (término con el que se designa al proletariado) estaban prácticamente libres del control que ejercía la Policía del Pensamiento. La delincuencia era algo común y muy extendido entre los proles, pero dado que todo eso no afectaba al Partido, se permitía: el control de la Policía se reducía a unas cuantas telepantallas y a la eliminación de elementos que fueran potencialmente peligrosos por estar desarrollando su inteligencia. Como se afirma en la novela, "los proles poseían libertad intelectual, porque estaban desprovistos de intelecto". Lo importante era que el fervor al Gran Hermano se mantuviera en el Partido, con el fin de que este no perdiera la confianza en sí mismo y fuese derrocado. En la película 1984, los miembros de la Policía del Pensamiento visten de negro, casco modelo británico, porra y cinturón negro, con las insignias del Partido en el cuello, igual que la infantería del Ejército, aunque sin mochila, con un fusil y un cinturón atado a los hombros mediante correajes en forma de Y.